# Vojskova
Vojskova (cyr. Војскова) – wieś w Bośni i Hercegowinie, w Republice Serbskiej, w gminie Kozarska Dubica. W 2013 roku liczyła 88 mieszkańców.